# Diakonikon
Diakonikon, (grč. Διακονικόν; diakonikón, lat.; diaconicum), prvotni je oblik sakristije u ranokršćanskim i bizantskim crkvama.

## Opis
Predstavlja prostoriju četvrtastog ili kvadratnog oblika koja se nalazi s južne strane apside crkve te je služila svećenicima za pripremanje mise i za čuvanje liturgijske knjige, spisa, crkvenog posuđa i ruha, te za pripremanje žrtvene darove kruha i vina.:str. 491.. Bila je svojevrsan arhv i riznica, što bi odgovaralo današnjoj sakristiji, a povjerena đakonu, od čega je i nastalo ime.
Uz diakonikonu valja spomenuti i protesis, prostoriju koja se nalazila nasuprot diakonikonu, odnosno, na sjevernoj strani apside i služila je kao spremište za žrtvene prinose. Obje se prostorije nazivaju pastoforijama:str. 452. i one se kao elementi crkvene arhitekture javljaju u 5. i 6. stoljeću nakon vladavine cara Konstantina, kada crkvena zdanja nisu više toliko monumentalna i golema, već manja i intimnija. Crkve tada, naravno, uzimaju osnovne elemente konstantinske crkve, kao što su lađe, apside i atriji, te se dodaju novi elementi, kao što su primjerice narteks, galerije, ponekad i transept, protesis i diakonikon.
U početku je postojala samo jedna prostorija za pripremu misnog obreda, čuvanje crkvenog posuđa i ruha, a to je upravo bio diakonikon.
Kasnije u crkvama na Istoku, posebice na području Sirije, javljaju se obje prostorije, svaka sa svojom funkcijom, te su se sačuvale do danas, dok se na Zapadu od 10. stoljeća javlja sakristija. One se mogu nalaziti, na istočnoj strani crkve flankirajući apsidu, mogu biti u krilima transepta, uz narteks ili čak uz atrij.

## Vanjske poveznice
- Crkvine, Trbounje  Arhivirana inačica izvorne stranice od 5. listopada 2010. (Wayback Machine)